# Organopoda annulifera
Organopoda annulifera là một loài bướm đêm trong họ Geometridae.